# Liu Xiang
Liu Xiang - (n. el 13 de juliol de 1983 a Xangai, Xina) és un exatleta xinès d'1,88 m d'altura i 83 kg de pes que es va especialitzar en els 110 metres tanques, i ha estat la principal figura de l'atletisme xinès. La seva millor marca en aquesta distància és de 12.88 s aconseguida el 2006, actual plusmarca d'Àsia i plusmarca mundial fins a juny de 2008. Va ser a més campió olímpic als Jocs Olímpics d'Atenes 2004.
Estudiant de la Universitat Normal de l'Est de la Xina, l'any 2001 va guanyar l'or en la Universiada de Pequín, Xina, i també en els Jocs de l'Est Asiàtic celebrats en Osaka, Japó.
Va irrompre entre l'elit mundial l'any 2002 quan amb només 18 anys va aconseguir la victòria en la important reunió atlètica de Lausana (Suïssa) amb un crono de 13,12, nova plusmarca d'Àsia i la quarta millor marca mundial de l'any. Aquest any també es va proclamar Campió d'Àsia en Manila, Filipines, i va guanyar l'or en els Jocs Asiàtics de Busan, en Corea del Sud.
El 2003 va guanyar la medalla de bronze dels 60 m barres en els mundials de pista coberta de Birmingham, i ja en l'estiu va aconseguir el bronze en els Campionats del Món a l'aire lliure de París, amb 13,23, després dels nord-americans Allen Johnson (or) i Terrence Trammell (plata).
A principis de 2004 va guanyar la plata dels 60 m barres en els mundials de pista coberta de Budapest, Hongria. Però aquest any el seu gran moment va arribar als Jocs Olímpics d'Atenes, quan va sorprendre a tots guanyant la medalla d'or i igualant la plusmarca mundial que estava a poder del britànic Colin Jackson des de 1993 amb 12,91. Li va treure 27 centenes al segon classificat, el nord-americà Terrence Trammell (13,18), i 29 al tercer, el cubà campió en Sydney 2000, Anier García (13,20).
Això li va convertir en una de les figures de l'atletisme en aquests jocs, especialment cridaner pel seu origen asiàtic, ja que no sol haver-hi asiàtics que destaquin en les proves de pista, almenys en categoria masculina. A més els 110 metres barres és una prova tradicionalment dominada per atletes descendents d'africans.
El 2005 va tenir un bon any, encara que no va aconseguir baixar dels 13 segons. La seva millor marca de l'any la va fer en Lausana amb 13,05, la cinquena millor marca mundial de l'any. Va arribar en plena forma als Mundials de Hèlsinki on a punt va estar de guanyar l'or, que se li va escapar per una sola centena davant el francès Ladji Doucouré (13,07 per 13,08). Xiang va aconseguir la medalla de plata per davant de Allen Johnson, bronze amb 13,10.
L'11 de juliol de 2006 va batre en la reunió del Super Grand Prix de Lausana la plusmarca mundial dels 110 metres barres amb 12,88.
No va poder competir en les Olimpíades de Pequín, ja que moments abans de començar la seva sèrie eliminatòria, es va ressentir d'una lesió i va decidir no participar. El 7 d'abril de 2015, va anunciar el seu retir de les competències d'atletisme als 31 anys, atabalat per una nova lesió en el peu.

## Resultats
| Any  | Competició                     | Ciutat                 | Classificació | Disciplina | Temps                      |
| ---- | ------------------------------ | ---------------------- | ------------- | ---------- | -------------------------- |
| 2001 | Jocs Asiàtics                  | Osaka, Japó            | 110 m barres  | 1r.        | 13.42 segons               |
| 2001 | Jocs Mundials Universitaris    | Pequín, Xina           | 110 m barres  | 1r.        | 13.33 segons               |
| 2002 | IAAF Super Grand Prix          | Lausana, Suïssa        | 110 m barres  | 2n.        | 13.12 segons, RA           |
| 2002 | Campionat Asiàtic              | Colombo, Sri Lanka     | 110 m barres  | 1r.        | 13.56 segons               |
| 2002 | Jocs Asiàtics de 2002          | Busán, Corea del Sud   | 110 m barres  | 1r.        | 13.27 segons               |
| 2003 | Campionat del Món Indoor       | Birmingham, Regne Unit | 60 m barres   | 3r.        | 7.52 segons                |
| 2003 | Campionat del Món              | París, França          | 110 m barres  | 3r.        | 13.23 segons               |
| 2004 | Campionat del Món Indoor       | Budapest, Hongria      | 60 m barres   | 2n.        | 7.43 segons                |
| 2004 | Jocs Olímpics                  | Atenes, Grècia         | 110 m barres  | 1r.        | 12.91 segons WR            |
| 2005 | Campionat del Món              | Hèlsinki, Finlàndia    | 110 m barres  | 2n.        | 13.08 segons               |
| 2006 | IAAF Super Grand Prix          | Lausana, Suïssa        | 110 m barres  | 1r.        | 12.88 segons WR            |
| 2006 | IAAF Final Mundial d'Atletisme | Stuttgart, Alemanya    | 110 m barres  | 1r.        | 12.93 segons               |
| 2006 | Jocs Asiàtics de 2006          | Doha, Qatar            | 110 m barres  | 1r.        | 13.15 segons               |
| 2007 | IAAF Super Grand Prix          | Lausana, Suïssa        | 110 m barres  | 1r.        | 13.01 segons               |
| 2007 | Campionat del Món              | Osaka, Japó            | 110 m barres  | 1r.        | 12.95 segons               |
| 2008 | Campionat del Món Indoor       | València, Espanya      | 60 m barres   | 1r.        | 7.46 segons                |
| 2008 | Jocs Olímpics                  | Pequín, Xina           | 110 m barres  | NPF        | No va finalitzar per lesió |
| 2009 | Jocs de l'Est d'Àsia           | Hong Kong, Xina        | 110 m barres  | 1r.        | 13.36 segons               |
| 2010 | Jocs Asiàtics de 2010          | Guangzhou, Xina        | 110 m barres  | 1r.        | 13.09 segons               |
| 2010 | Campionat del Món Indoor       | Doha, Qatar            | 60 m barres   | 7º         | 7.65 segons                |
| 2011 | Campionat del Món              | Daegu, Corea del Sud   | 110 m barres  | 2n.        | 13.27 segons               |
| 2011 | Campionat Asiàtic              | Kobe, Japó             | 110 m barres  | 1r.        | 13.22 segons CR            |
| 2012 | Campionat del Món Indoor       | Istanbul, Turquia      | 60 m barres   | 2n.        | 7.49 segons                |
| 2012 | Lliga de Diamant               | Eugene, Estats Units   | 110 m barres  | 1r.        | 12.87 segons               |
| 2012 | Jocs Olímpics                  | Londres, Regne Unit    | 110 m barres  | NPF        | No va finalitzar per lesió |

## Marques personals
| Carrera           | Temps   | Any  | Notes          |
| ----------------- | ------- | ---- | -------------- |
| 60 metres barres  | 7.43 s  | 2006 | -              |
| 110 metres barres | 12.91 s | 2004 | Rècord Olímpic |
| 110 metres barres | 12.88 s | 2006 | Rècord Mundial |